# Élections générales québécoises de 1923
L'élection générale québécoise de 1923 se déroule le 5 février 1923 afin d'élire à l'Assemblée législative de la province de Québec (Canada) les députés de la 16e législature. Il s'agit de la 16e élection générale depuis la confédération canadienne de 1867. Le Parti libéral du Québec, dirigé par le premier ministre Louis-Alexandre Taschereau, est reporté au pouvoir, formant de nouveau un gouvernement majoritaire.

## Contexte
Le premier ministre Lomer Gouin a démissionné en juillet 1920 et a été remplacé par Louis-Alexandre Taschereau. En restant en poste 15 ans et trois mois, Lomer Gouin détenait à ce moment, et de loin, le record de longévité pour un premier ministre.
En mars 1922, un projet de loi visant à accorder le droit de vote aux femmes a été déposé, mais n'a pas été adopté.
Le nombre de sièges passe de 81 à 85.

## Dates importantes
- 11 janvier 1923 : Émission du bref d'élection.
- 5 février 1923 : scrutin
- 17 décembre 1923 : ouverture de la session.

## Résultats
| Libéral   | Conservateur | Libéral opposition |
| 64 sièges | 20 sièges    | 1 siège            |
| ^         |              |                    |
| majorité  |              |                    |

### Résultats par parti politique
| Partis | Partis                   | Chef                       | Candidats | Sièges | Sièges | Voix    | Voix   | Voix     |
| Partis | Partis                   | Chef                       | Candidats | 1919   | Élus   | Nb      | %      | +/-      |
| --- | ------------------------ | -------------------------- | --------- | ------ | ------ | ------- | ------ | -------- |
| | Libéral                  | Louis-Alexandre Taschereau | 83        | 74     | 64     | 149 730 | 51,5 % | -0,39 %  |
| | Conservateur             | Arthur Sauvé               | 66        | 5      | 20     | 114 285 | 39,3 % | -22,36 % |
| | Libéral indépendant      | Libéral indépendant        | 10        | -      | -      | 5 586   | 1,9 %  | -14,97 % |
| | Ouvrier ministériel      |                            | 3         | -      | -      | 5 554   | 1,9 %  | -9,40 %  |
| | Libéral opposition       | Libéral opposition         | 3         | -      | 1      | 3 684   | 1,3 %  | -        |
| | Fermier opposition       |                            | 3         | -      | -      | 3 180   | 1,1 %  | -        |
| | Ouvrier opposition       |                            | 3         | -      | -      | 2 439   | 0,8 %  | -        |
| | Ouvrier                  |                            | 1         | 2      | 0      | 925     | 0,3 %  | -        |
| | Conservateur indépendant | Conservateur indépendant   | 1         | -      | -      | 335     | 0,1 %  | -        |
| | Indépendant              | Indépendant                | 6         | -      | -      | 4 931   | 1,7 %  | -        |
| Total | Total                    | Total                      | 179       | 81     | 85     | 290 649 | 100 %  |          |
| Le taux de participation lors de l'élection était de 62 % et 3 808 bulletins ont été rejetés. Il y avait 513 224 personnes inscrites sur la liste électorale pour l'élection, toutefois seules 474 794 personnes avaient plus d'un candidat dans leur district. |                          |                            |           |        |        |         |        |          |

Élus sans opposition : 8 libéraux.

### Résultats par circonscription
- Abitibi : Joseph-Édouard Perrault[2] (Parti libéral)
- Argenteuil : John Hay (Parti libéral)
- Arthabaska : Joseph-Édouard Perrault[2] (Parti libéral)
- Bagot : Joseph-Émery Phaneuf (Parti libéral)
- Beauce : Joseph-Hughes Fortier (Parti libéral)
- Beauharnois : Arthur Plante (Parti conservateur)
- Bellechasse : Antonin Galipeault (Parti libéral)
- Berthier : Siméon Lafrenière (Parti libéral)
- Bonaventure : Joseph-Fabien Bugeault (Parti libéral)
- Brôme : Carlton James Oliver (Parti libéral)
- Chambly : Alexandre Thurber (Parti libéral)
- Champlain :  Bruno Bordeleau (Parti libéral)
- Charlevoix-Saguenay : Philippe Dufour (Parti libéral)
- Châteauguay : Honoré Mercier (Parti libéral)
- Chicoutimi : Gustave Delisle (Parti libéral)
- Compton : Jacob Nicol (Parti libéral)
- Deux-Montagnes : Arthur Sauvé (Parti conservateur)
- Dorchester : Charles-Ernest Ouellet (Parti libéral)
- Drummond : Hector Laferté (Parti libéral)
- Frontenac : Cyrille Baillargeon (Parti libéral)
- Gaspé : Gustave Lemieux (Parti libéral)
- Hull : Joseph-Roméo Lafond (Parti libéral)
- Huntingdon : Andrew Philps (Parti libéral)
- Iberville : Lucien Lamoureux (Parti libéral)
- Iles-de-la-madeleine : Joseph-Édouard Caron (Parti libéral)
- Jacques-Cartier : Ésioff-Léon Patenaude (Parti conservateur)
- Joliette : Pierre-Joseph Dufresne (Parti conservateur)
- Kamouraska : Nérée Morin (Parti libéral)
- Labelle : Pierre Lortie (Parti libéral)
- Lac-Saint-Jean : Émile Moreau (Parti libéral)
- L'Assomption : Walter Reed (Parti libéral)
- Laval : Joseph-Olier Renaud (Parti conservateur)
- Lévis : Alfred-Valère Roy (Parti libéral)
- L'Islet : Élisée Thériault (Parti libéral)
- Lotbinière : Joseph-Napoléon Francoeur (Parti libéral)
- Maisonneuve : Jean-Marie Pellerin (Parti conservateur)
- Maskinongé : Rodolphe Tourville (Parti libéral)
- Matane : Joseph-Arthur Bergeron (Parti libéral)
- Matapédia : Joseph Dufour (Parti libéral)
- Mégantic : Lauréat Lapierre (Parti libéral)
- Missisquoi : Alexandre Saurette (Parti libéral)
- Montcalm : Joseph-Ferdinand Daniel (Parti libéral)
- Montmagny : Charles-Abraham Paquet (Parti libéral)
- Montmorency : Louis-Alexandre Taschereau (Parti libéral)
- Montréal-Dorion : Ernest Tétrau (Libéral indépendant)
- Montréal-Laurier : Alfred Duranleau (Parti conservateur)
- Montréal-Mercier : Adolphe L'Archevêque (Parti conservateur)
- Montréal—Sainte-Anne : William James Hushion (Parti libéral)
- Montréal—Sainte-Marie : Camillien Houde (Parti conservateur)
- Montréal—Saint-Georges : Charles Ernest Gault (Parti conservateur)
- Montréal—Saint-Henri : Allan Bray (Parti conservateur)
- Montréal—Saint-Jacques : Ambroise-Eusèbe Beaudoin (Parti conservateur)
- Montréal—Saint-Laurent : Ernest Walter Sayer (Parti conservateur)
- Montréal—Saint-Louis : Peter Bercovitch (Parti libéral)
- Montréal-Verdun : Pierre-Auguste Lafleur (Parti conservateur)
- Napierville-Laprairie : Joseph-Euclide Charbonneau (Parti libéral)
- Nicolet : Joseph-Alcide Savoie (Parti libéral)
- Papineau : Désiré Lahaie (Parti libéral)
- Pontiac : Wallace Reginald McDonald (Parti libéral)
- Portneuf : Édouard Hamel (Parti libéral)
- Québec-Centre : Pierre-Vincent Faucher (Parti conservateur)
- Québec-Comté : Aurèle Leclerc (Parti libéral)
- Québec-Est : Louis-Alfred Létourneau (Parti libéral)
- Québec-Ouest : Martin Madden (Parti libéral)
- Richelieu : Jean-Baptiste Lafrenière (Parti libéral)
- Richmond : Georges-Ervé Denault[3] (Parti libéral)
- Rimouski : Louis-Joseph Moreault (Parti libéral)
- Rouville: Cyrille-Améric Bernard (Parti libéral)
- Saint-Hyacinthe : Télesphore-Damien Bouchard (Parti libéral)
- Saint-Jean : Alexis Bouthillier (Parti libéral)
- Saint-Maurice : Nestor Ricard (Parti libéral)
- Saint-Sauveur : Pierre Bertrand (ouvrier)[4]
- Shefford : William Stephens Bullock (Parti libéral)
- Sherbrooke : Moïse O'Bready (Parti conservateur)
- Soulanges : Joseph-Arthur Lortie (Parti conservateur)
- Stanstead: Alfred-Joseph Bissonnet (Parti libéral)
- Témiscamingue : Télesphore Simard (Parti libéral)
- Témiscouata : Charles-Arthur Gauvreau (Parti conservateur)
- Terrebonne : Athanase David (Parti libéral)
- Trois-Rivières : Louis-Philippe Mercier (Parti libéral)
- Vaudreuil : Hormisdas Pilon (Parti libéral)
- Verchères : Jean-Marie Richard (Parti libéral)
- Westmount : Charles Allan Smart (Parti conservateur)
- Wolfe : Pierre-Cyrénus Lemieux (Parti libéral)
- Yamaska : David Laperrière (Parti libéral)

## Sources
- Section historique du site de l'Assemblée nationale du Québec
- Jacques Lacoursière, Histoire populaire du Québec, t. 4 : 1896 à 1960, Sillery (Québec), Septentrion, 1997.
- Élection générale 5 février 1923 — QuébecPolitique.com